# Великий Іж
Вели́кий Іж (рос. Большой Иж) — річка в Удмуртії, Росія, права твірна річки Іж. Протікає територією Якшур-Бодьїнського району.
Річка починається на північній околиці присілку Малі Ошворці. Протікає спочатку на південний схід, потім плавно повертає на південний захід, біля присілку Пушкарі знову повертає на південний схід і тече в такому напрямку до самого гирла. Впадає до Іжа на території хутору Красний. Береги заліснені, місцями заболочені. Приймає декілька дрібних приток. В 1985 році в селі Маяк була збудована гребля, перед якою утворився ставок площею 3 га та глибиною 1 м. 1986 року греблею був утворений ставок у присілку Кечшур площею 1 га та глибиною 1,2 м. 1990 року бетонну греблю збудовано в присілку Пушкарі, ставок мав площу 3 га з глибиною 1 м. 1995 року гребля була зруйнована, а ставок спущений.
Над річкою розташовані сільські населені пункти Якшур-Бодьїнського району присілки Малі Ошворці, Кечшур, Пушкарі, Іж-Забєгалово, село Маяк та хутір Красний.